# 休斯敦警察局
休斯敦警察局（Houston Police Department）是服务于美国德克萨斯州休斯敦和一些周边地区的一個执法机构。休斯敦警察局成立于1841年。休斯敦警察协会 (HPOA) 成立于1945年。後來该组织發展為休斯敦警察工会。 截至2021年，該警察局共有大约5300名警察和1200名文职輔助人员，是美国第五大城市警察部门。它的总部位于休斯敦市中心的1200 Travis。